# Mode de producció
Un mode de producció és un mode o manera macroeconòmica en la qual s'estructura una societat determinada per a la producció. L'economista i sociòleg Karl Marx va definir amb aquesta expressió la manera en què s'estableixen les relacions de producció en una societat, que per a ell depenen del període històric i defineixen el seu model macroeconòmic i social. Així, per a Marx, la societat va començar prenent només el que la terra li donava, després va saber treure'n més profit, però aquesta encara no era propietat de ningú, va ser posteriorment que va començar a repartir-se i més tard fins i tot els propietaris i gestors de la producció es van separar de la terra.
Així, la teoria marxista del materialisme històric estableix el mode de producció com a mode o tipus de societat segons la seva infraestructura econòmica i la resultant superestructura política, jurídica, religiosa i filosòfica-ideològica.
Des d'aquest punt de vista socioeconòmic, Marx divideix la història de la humanitat en períodes històrics en els quals s'estableix una lluita de classes entre els que treballen la terra, o produeixen directament, però no són propietaris dels recursos, i els que sí que en són propietaris però en canvi no afegeixen cap valor a la producció. Segons l'època o mode de producció es tracta d'esclaus i homes lliures, de senyors i serfs o de proletaris i burgesos.

## Modes de producció
Els diferents tipus de modes de producció proposats són els següents:
- Mode de producció primitiu, comunisme, pròpia dels pobles primitius, la terra és de propietat col·lectiva
- Mode de producció esclavista, la terra i algunes persones esdevenen propietat d'uns quants
- Mode de producció feudal, possessió dels recursos humans i materials organitzada en forma piramidal
- Mode de producció capitalista, separació entre el productor i la terra
- Mode de producció socialista, retorn a la propietat col·lectiva dels recursos
- Mode de producció comunista, propietat col·lectiva i gestió col·lectiva de l'explotació de la producció

A Formacions econòmiques precapitalistes (1858), Marx proposa també un mode de producció asiàtic o oriental.